# Мапрекон (издательство)
Мапрекон — российское издательство, основанное в 1991 году в Ростове-на-Дону писателем Игорем Бондаренко.

## История издательства
Издательство «Мапрекон» было создано в Ростове-на-Дону в 1991 году на базе издательского кооператива «Апрель». И кооператив, и издательство были
основаны писателем Игорем Бондаренко на гонорары за его книги, изданные в Москве и в Ростове-на-Дону с 1989 по 1991 год. Название издательства «Мапрекон» — аббревиатура: «МАлое ПРЕдприятие КОНтур», так именовался холдинг, в который входило собственно издательство «Мапрекон», редакция журнала «Контур» и книжный магазин.
В 1990 году, в самом начале деятельности издательства, книги «Мапрекона» выходили под эгидой издательства Ростовского государственного университета, поскольку в тот момент государственная лицензия «Мапрекона» на издательскую деятельность находилась в стадии оформления.
Издательство «Мапрекон» за восемь лет своего существования, с 1991 по 1998 год, издало более миллиона двухсот тысяч экземпляров книг, 106 наименований.
Издательство «Мапрекон» и журнал «Контур» прекратили существование после российского дефолта 1998 года, когда все счета «Мапрекона» в Ростовсоцбанке «сгорели» вместе с банком и дальнейшая деятельность издательства стала невозможной.

## Наиболее значимые издания «Мапрекона»
- 1990 — Давиташвили Е.Ю. Я — Джуна. — Ростов н/Д: Редакция журнала «Дон», 1990. — 208 с. — ISBN 5-7509-0208-0.
- 1990 — Феличкин Ю. М. Как я стал двойником: Воспоминания. — Ростов н/Д: Ред. журн. «Дон», 1990. — 160 с. — ISBN 5-7509-0206-4.
- 1990 — Кошко А.Ф. Очерки уголовного мира царской России. — Ростов н/Д: Издательство Ростовского университета, 1990. — 192 с. — ISBN 5-7507-0463-1.
- 1990 — Александров В.А. Дело Тухачевского. — Ростов н/Д: Издательство Ростовского университета, 1990. — 192 с. — ISBN 5-7507-0420-3.
- 1991 — Бондарев Ю. Батальоны просят огня, Горячий снег. — Ростов н/Д: Мапрекон, 1991. — ISBN 5-7509-0260-9.
- 1991 — Флеминг Я. Джеймс Бонд — агент 007. — Ростов н/Д: Мапрекон, 1991. — 480 с. — ISBN 5-8319-0004-5.
- 1992 — Краснов П.Н. Цареубийцы. 1 марта 1881 года. — Ростов н/Д: Мапрекон, 1992. — 352 с.
- 1993 — Василевский И.М. От Михаила до Николая. История в лицах и анекдотах. — Ростов н/Д: Мапрекон, 1993. — 384 с. — ISBN 5-8319-0013-4.
- 1993 — Шоу И. Вечер в Византии. — Ростов н/Д: Мапрекон, 1993. — 384 с. — ISBN 5-8319-0028-2.
- 1994 — Мериме П. Кармен. — Ростов н/Д: Мапрекон, 1994. — 320 с. — ISBN 5-8319-0030-4.
- 1994 — Моэм С. Театр. — Ростов н/Д: Мапрекон, 1994. — 352 с. — ISBN 5-8319-0032-0.
- 1994 — Бунин И.А. Темные аллеи. — Ростов н/Д: Мапрекон, 1994. — 382 с. — ISBN 5-8319-0035-5.
- 1994 — Зощенко М.М. Голубая книга. — Ростов н/Д: Мапрекон, 1994. — 384 с. — ISBN 5-8319-0036-3.
- 1994 — Дидро Дени Монахиня. Нескромные сокровища. — Ростов н/Д: Мапрекон, 1994. — 384 с. — ISBN 5-8319-0037-1.
- 1994 — Эхо: Альманах. Вып. 1. Кн. 1. — Ростов н/Д: Мапрекон, 1994. — 256 с. — ISBN 5-8319-0033-9.
- 1994 — Эхо: Альманах. Вып. 1. Кн. 2. — Ростов н/Д: Мапрекон, 1994. — 256 с. — ISBN 5-8319-0033-9.